# Guberevac (miasto Leskovac)
Guberevac (cyr. Губеревац) – wieś w Serbii, w okręgu jablanickim, w mieście Leskovac. W 2011 roku liczyła 1766 mieszkańców.